# جوني روكتس
جوني روكتس هي سلسلة مطاعم وجبات سريعة أمريكية تأسست في 1986.